# 한국전력기술 본사 빌딩
한국전력기술(영어: KEPCO ENC Headquarters)은 대한민국 경상북도 김천시 혁신로 269 (율곡동)에 위치하고 있다. 김천혁신도시에 완공 후 경기도 용인시에서 경상북도 김천시로 이전하였다.

## 역사
2010년 6월 22일 김천 신사옥으로 이전한다고 본격화를 시도한다. 김천으로 이전 본격화가 된다고 한다. 9월 신사옥을 설계한 희림건축을 선정했다. 12월 설계용역 계약체결이 완료되었다. 2012년 10월 30일 김천혁신도시에 착공하였고 첫 삽이다. 2013년 2월 내진설계인 내진용 철근이 적용된다고 하는데 1만4000톤 철근을 사용한다고 한다. 2014년 11월 20일 신사옥 상량식이 열렸다. 2015년 8월 17일 경기도 용인시에서 경상북도 김천시로 이전하였다. 8월 20일 신사옥에서 김천시대가 개막했다. 10월 15일 김천시대가 열렸고 임직원들이 이사했다. 2016년 11월 20일 녹색건축대전 최우수상을 받았다.

## 높이
완공 시 김천시에서 가장 높은 건물이 되었다. 현재 경상북도에서 가장 높은 건물이다.

## 특징
디자인은 희림종합건축사사무소가 맡았다.

## 내부 시설
다음은 한국전력기술 본사 빌딩의 내부 시설이다.
| 층수                | 시설       |
| ------------------- | ---------- |
| 2층 ~ 28층          | 업무시설   |
| 1층                 | 로비       |
| 지하 5층 ~ 지하 1층 | 지하주차장 |

## 같이 보기
- 대한민국의 마천루 목록
- 경상북도의 마천루 목록
- 김천시의 마천루 목록
- 한국전력기술